# Rząd lorda Rosebery’ego

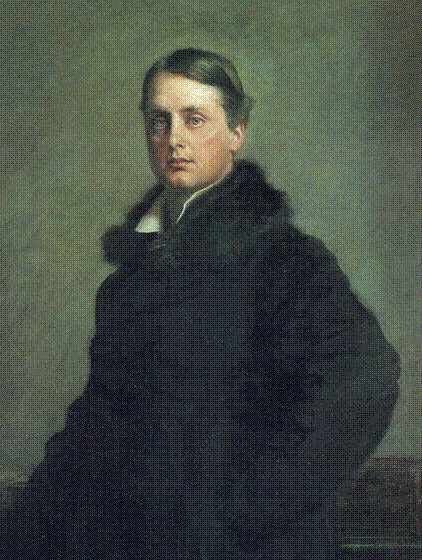
Hrabia Rosebery, premier, pierwszy lord skarbu, lord przewodniczący Rady

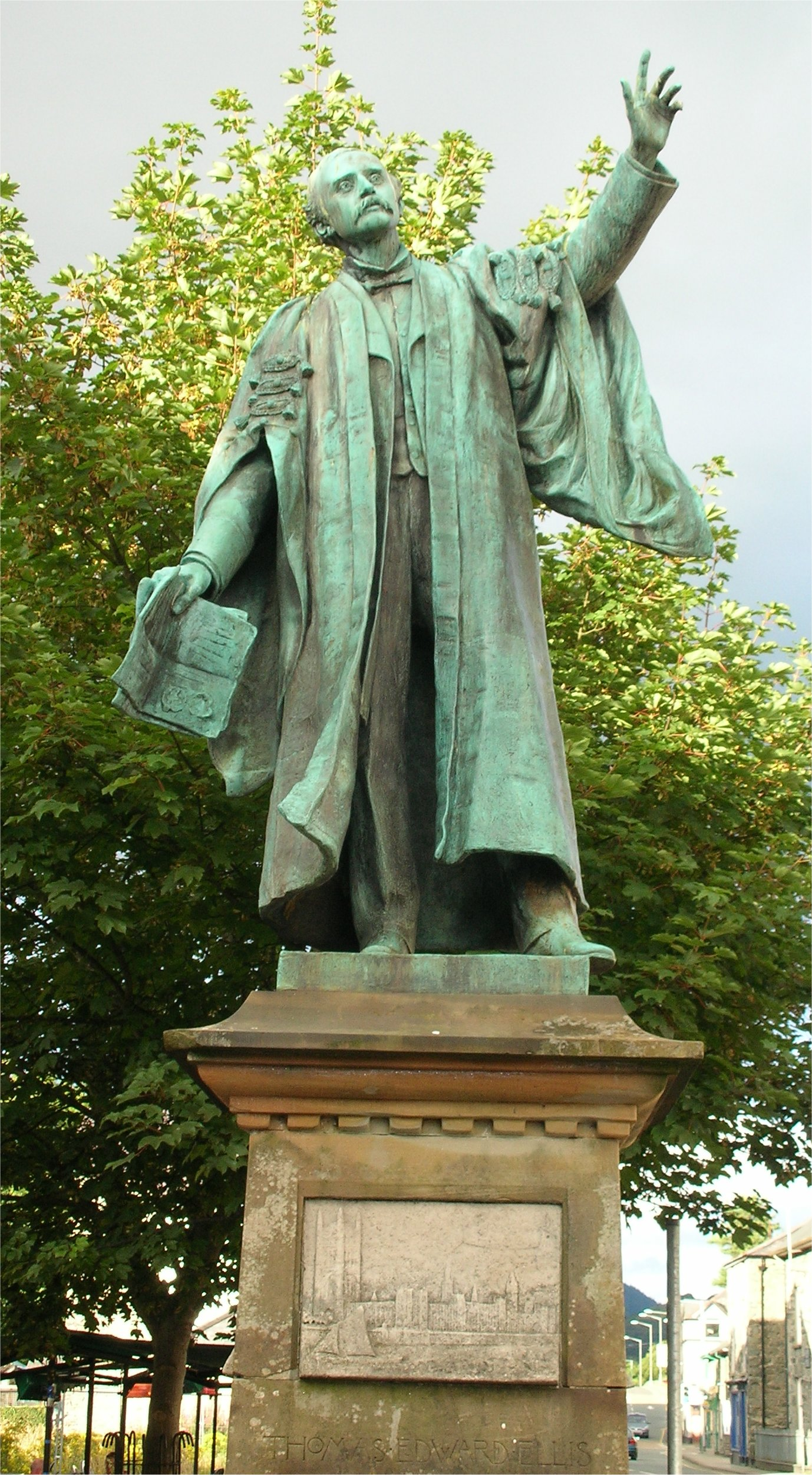
Thomas Edward Ellis, młodszy lord skarbu, parlamentarny sekretarz skarbu

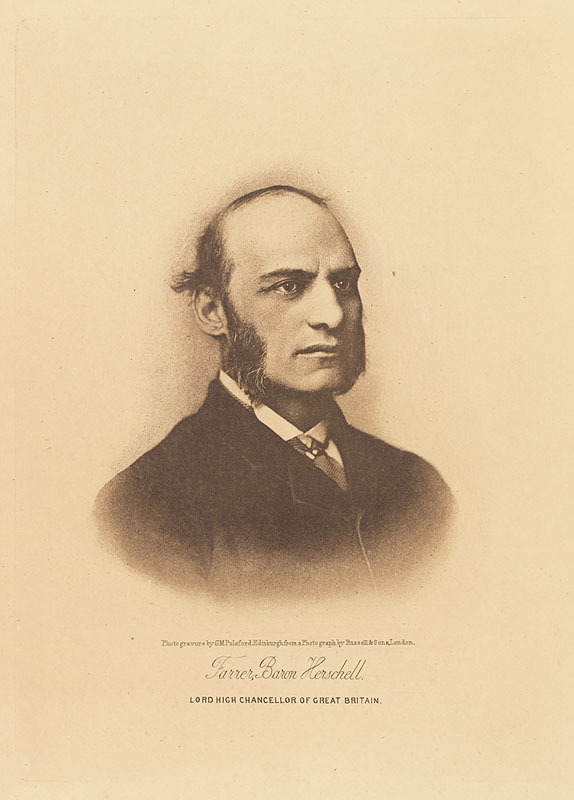
Baron Herschell, lord kanclerz

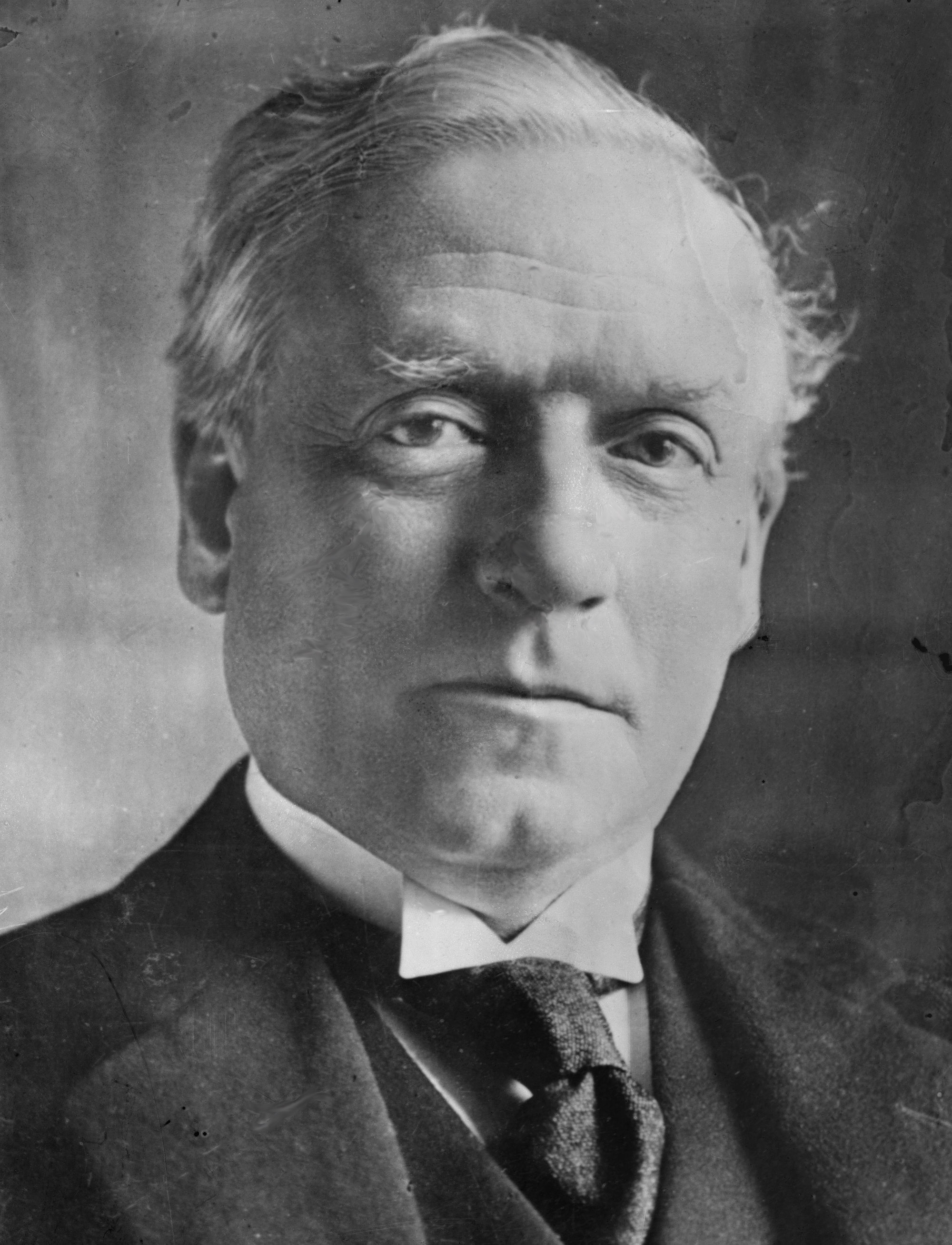
Herbert Henry Asquith, minister spraw wewnętrznych

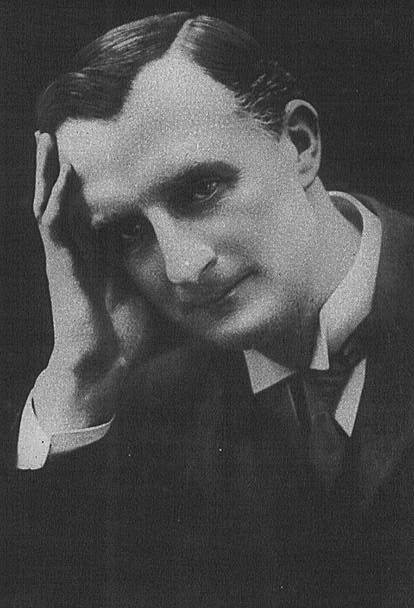
Edward Grey, podsekretarz stanu w ministerstwie spraw zagranicznych

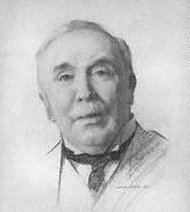
Henry Campbell-Bannerman, minister wojny

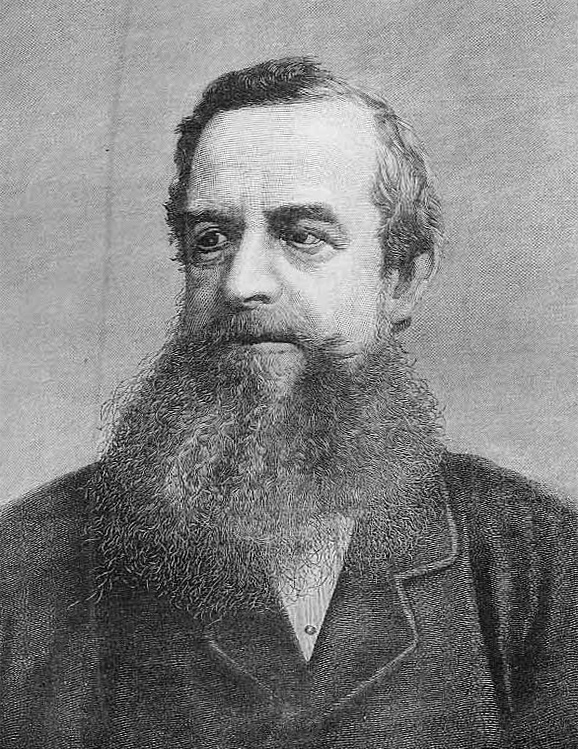
Markiz Ripon, minister kolonii

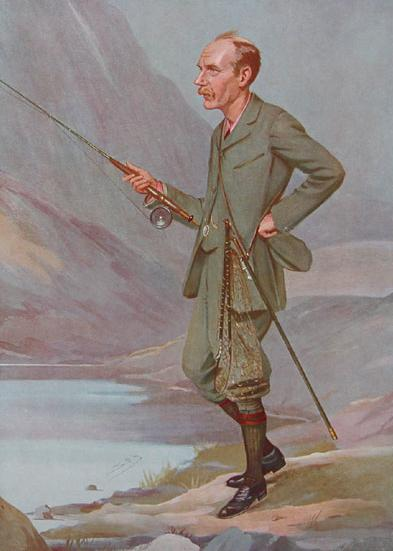
Sydney Buxton, podsekretarz stanu w ministerstwie kolonii

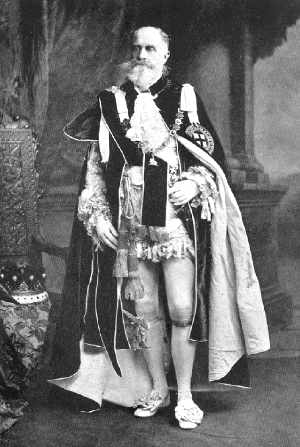
Hrabia Spencer, pierwszy lord Admiralicji

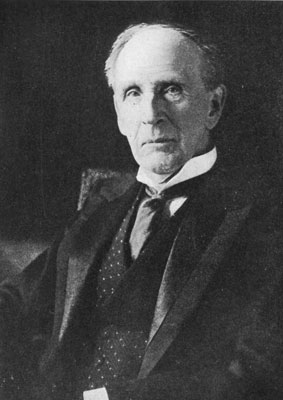
John Morley, główny sekretarz Irlandii

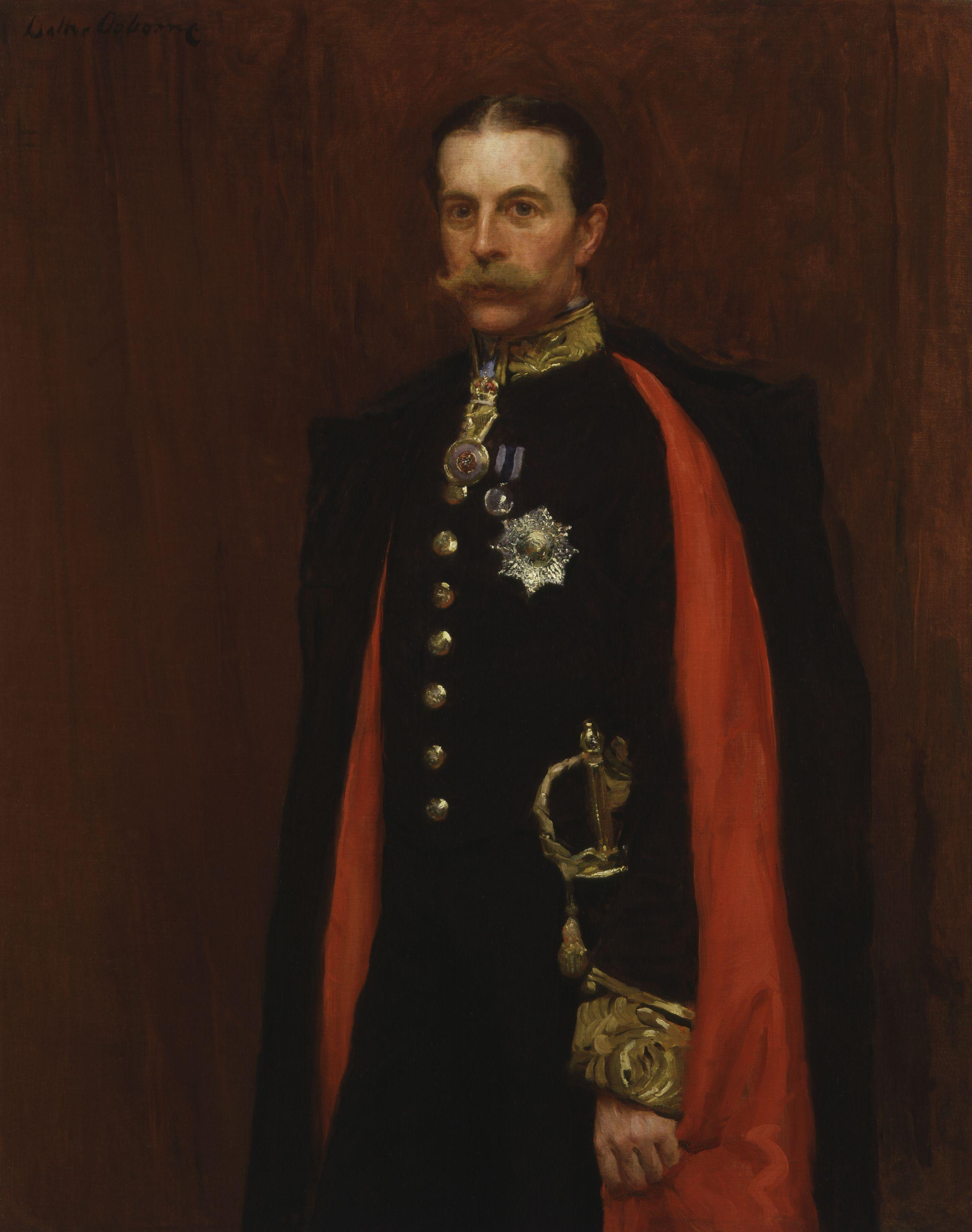
Baron Houghton, lord namiestnik Irlandii

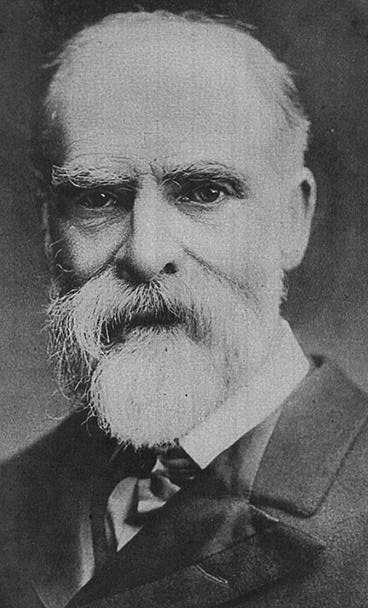
James Bryce, kanclerz Księstwa Lancaster, przewodniczący Zarządu Handlu

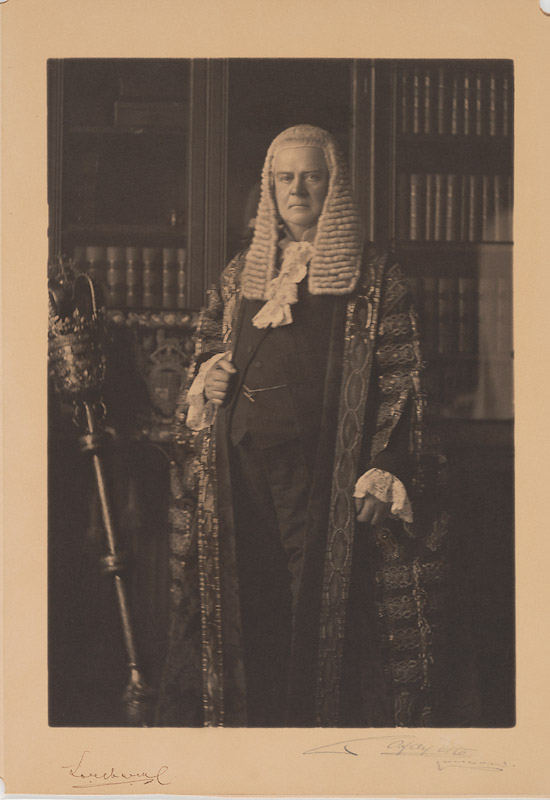
Robert Reid, Radca Generalny, prokurator generalny

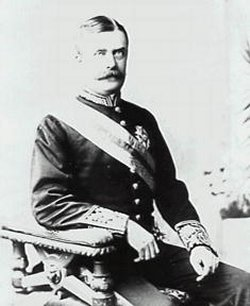
Baron Carrington, lord szambelan

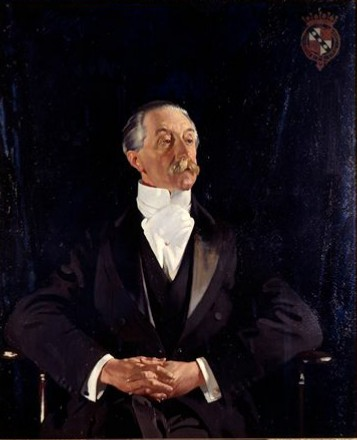
Charles Spencer, wiceszambelan Dworu Królewskiego

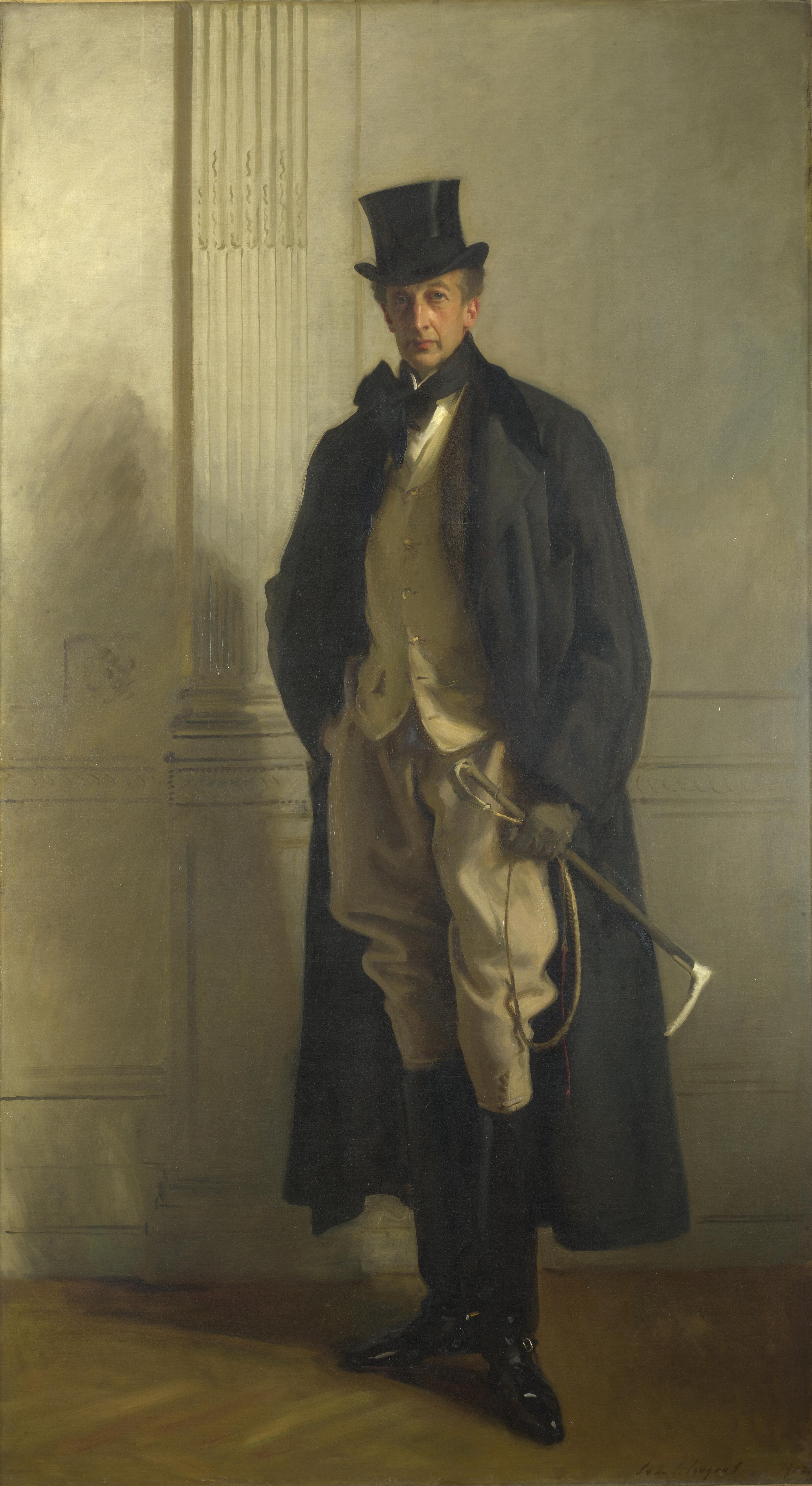
Baron Ribblesdale, opiekun stajni królewskich

Baron Acton, lord-in-waiting

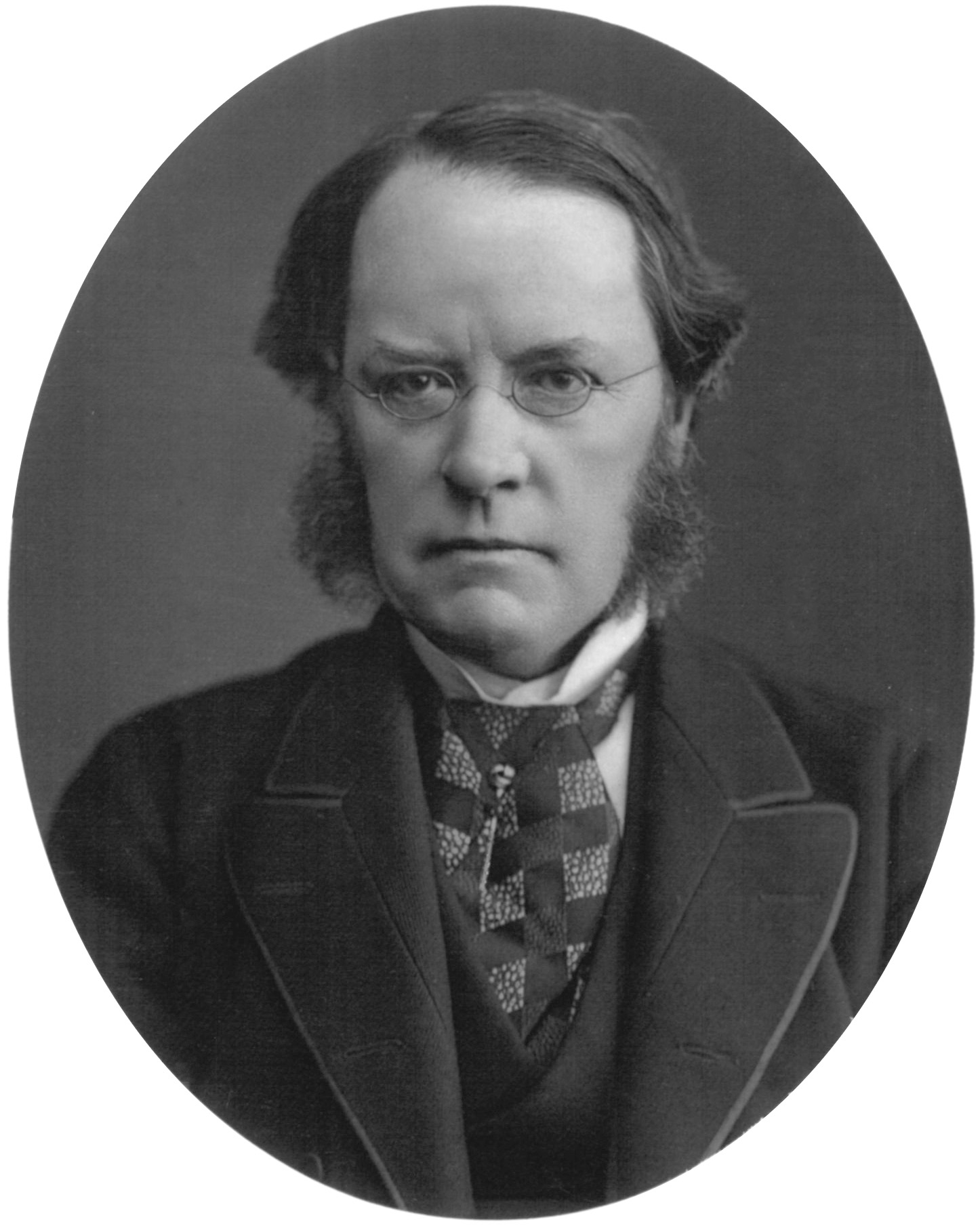
Lyon Playfair, lord-in-waiting

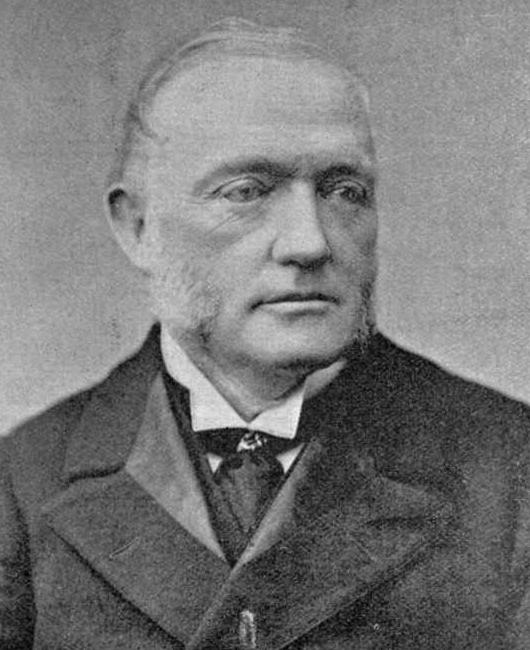
Baron Brassey, lord-in-waiting

Rząd Partii Liberalnej pod przewodnictwem lorda Rosebery’ego powstał po rezygnacji Williama Ewarta Gladstone’a 5 marca 1894 r. i przetrwał do przegranych wyborów parlamentarnych 21 czerwca 1895 r.
Członków ścisłego gabinetu wyróżniono tłustym drukiem.

## Skład rządu
| Urząd                                                  | Imię i nazwisko | Kadencja                                     |
| ------------------------------------------------------ | --- | -------------------------------------------- |
| Premier Pierwszy Lord Skarbu Lord przewodniczący Rady  | Archibald Primrose, 5. hrabia Rosebery | 1894–1895                                    |
|                                                        | |                                              |
| Kanclerz skarbu                                        | William Vernon Harcourt | 1894–1895                                    |
| Parlamentarny sekretarz skarbu                         | Thomas Edward Ellis | 1894–1895                                    |
| Finansowy sekretarz skarbu                             | John Tomlinson Hibbert | 1894–1895                                    |
| Młodsi lordowie skarbu                                 | Thomas Edward Ellis Richard Causton William Alexander McArthur | 1894–1895                                    |
| Lord kanclerz                                          | Farrer Herschell, 1. baron Herschell | 1894–1895                                    |
| Lord tajnej pieczęci                                   | Edward Marjoribanks, 2. baron Tweedmouth | 1894–1895                                    |
| Minister spraw wewnętrznych                            | Herbert Henry Asquith | 1894–1895                                    |
| Podsekretarz stanu w ministerstwie spraw wewnętrznych  | George William Erskine Russell | 1894–1895                                    |
| Minister spraw zagranicznych                           | John Wodehouse, 1. hrabia Kimberley | 1894–1895                                    |
| Podsekretarz stanu w ministerstwie spraw zagranicznych | Edward Grey | 1894–1895                                    |
| Minister wojny                                         | Henry Campbell-Bannerman | 1894–1895                                    |
| Podsekretarz stanu w ministerstwie wojny               | William Mansfield, 2. baron Sandhurst Robert Collier, 2. baron Monkswell | 1894–1895 1895                               |
| Finansowy sekretarz w ministerstwie wojny              | William Woodall | 1894–1895                                    |
| Minister kolonii                                       | George Robinson, 1. markiz Ripon | 1894–1895                                    |
| Podsekretarz stanu w ministerstwie ds. kolonii         | Sydney Buxton | 1894–1895                                    |
| Minister ds. Indii                                     | Henry Fowler | 1894–1895                                    |
| Podsekretarz stanu w ministerstwie ds. Indii           | Donald Mackay, 11. lord Reay | 1894–1895                                    |
| Pierwszy lord Admiralicji                              | John Spencer, 5. hrabia Spencer | 1894–1895                                    |
| Parlamentarny sekretarz przy Admiralicji               | Ughtred Kay-Shuttleworth | 1894–1895                                    |
| Cywilny lord Admiralicji                               | Edmund Robertson | 1894–1895                                    |
| Wiceprzewodniczący Komitetu Edukacji                   | Arthur Dyke Acland | 1894–1895                                    |
| Główny sekretarz Irlandii                              | John Morley | 1894–1895                                    |
| Lord namiestnik Irlandii                               | Robert Crewe-Milnes, 2. baron Houghton | 1894–1895                                    |
| Kanclerz Księstwa Lancaster                            | James Bryce Edward Marjoribanks, 2. baron Tweedmouth | 1894 1894–1895                               |
| Przewodniczący Rady Zarządu Lokalnego                  | George Shaw-Lefevre | 1894–1895                                    |
| Poczmistrz generalny                                   | Arnold Morley | 1894–1895                                    |
| Minister ds. Szkocji                                   | George Otto Trevelyan | 1894–1895                                    |
| Przewodniczący Zarządu Handlu                          | Anthony John Mundella James Bryce | 1894 1894–1895                               |
| Parlamentarny sekretarz przy Zarządzie Handlu          | Thomas Burt | 1894–1895                                    |
| Pierwszy komisarz ds. prac publicznych                 | Herbert Gladstone | 1894–1895                                    |
| Przewodniczący Rady Rolnictwa                          | Herbert Gardner | 1894–1895                                    |
| Paymaster-General                                      | Charles Seale-Hayne | 1894–1895                                    |
| Prokurator generalny                                   | Charles Russell John Rigby Robert Reid | 1894 1894–1895                               |
| Radca generalny Anglii i Walii                         | John Rigby Robert Reid Frank Lockwood | 1894 1894–1895                               |
| Najwyższy Sędzia Wojskowy                              | Francis Jeune | 1894–1895                                    |
| Lord adwokat                                           | John Balfour | 1894–1895                                    |
| Solicitor General dla Szkocji                          | Thomas Shaw | 1894–1895                                    |
| Prokurator Generalny dla Irlandii                      | Hugh Hyacinth O’Rorke MacDermot | 1894–1895                                    |
| Solicitor General dla Irlandii                         | Charles Hemphill | 1894–1895                                    |
| Lord steward                                           | Gavin Campbell, 1. markiz Breadalbane | 1894–1895                                    |
| Lord szambelan                                         | Robert Wynn Carrington, 3. baron Carrington | 1894–1895                                    |
| Wiceszambelan Dworu Królewskiego                       | Charles Spencer | 1894–1895                                    |
| Koniuszy królewski                                     | Richard Boyle, 9. hrabia Cork | 1894–1895                                    |
| Skarbnik Dworu Królewskiego                            | Arthur Brand | 1894–1895                                    |
| Kontroler Dworu Królewskiego                           | George Leveson-Gower | 1894–1895                                    |
| Kapitan Gentelmen-at-Arms                              | Edwyn Scudamore-Stanhope, 10. hrabia Chesterfield | 1894–1895                                    |
| Kapitan Ochotników Gwardii                             | William Edwardes, 4. baron Kensington | 1894–1895                                    |
| Opiekun stajni królewskich                             | Thomas Lister, 4. baron Ribblesdale | 1894–1895                                    |
| Lord-in-waiting                                        | John Dalberg-Acton, 1. baron Acton Francis Stonor, 4. baron Camoys John Hamilton, 1. baron Hamilton of Dalzell Robert Collier, 2. baron Monkswell Lyon Playfair, 1. baron Playfair Thomas Brassey, 1. baron Brassey Francis Douglas, wicehrabia Drumlanrig Cecil Foljambe, 1. baron Hawkesbury Sidney Hobart-Hampden-Mercer-Henderson, 7. hrabia Buckinghamshire Granville Leveson-Gower, 3. hrabia Granville | 1894–1895 1894 1894–1895 1894 1894–1895 1895 |